# Horst Gewiss
Horst Gewiss (Berlín, 17 de novembre de 1952) va ser un ciclista alemany, que va destacar en el ciclisme en pista. Va guanyar una medalla de bronze als Campionat del món de Tàndem de 1977, fent parella amb Wolfgang Schaffer.

## Palmarès
- 1975
  -  Campió d'Alemanya en Tàndem (amb Wolfgang Schaffer)
- 1976
  -  Campió d'Alemanya en Tàndem (amb Wolfgang Schaffer)
- 1977
  -  Campió d'Alemanya en Tàndem (amb Wolfgang Schaffer)